# LADYBABY
LADYBABY（レディベイビー）は、日本のアイドルグループ。2016年8月から2018年2月までは「The Idol Formerly Known As LADYBABY」（ジ・アイドル・フォーマリー・ノウン・アズ・レディベイビー）と名乗っていた。2023年12月の新体制よりimaginateのアイドルプロジェクトHEROINESに所属。
公式サイトでは、「国籍、世代、性別など全てのボーダーを超越し、あらゆるカルチャーを継承、破壊、そして創造する、新感覚エンターテイメントグループ。」と表現されている。
キャッチコピーは「世界のルールを破壊する、日本の最強・最果て新感覚アイドル」。

## 略歴

### 第1期
2015年3月25日、ミスiD2015グランプリの金子理江、ミスiD2015の黒宮れい、そしてレディビアードの3人により、国内大手のコスチュームメーカー・クリアストーンのPRユニットとして結成。クリアストーンの社長がレディビアードと女の子を組ませてアイドルユニットを作りたいとミスiD実行委員長の小林司に相談したところ、連れてきたのが金子理江と黒宮れいだった。女性ボーカルとデスボイスを駆使する音楽ジャンル「Kawaii-Death（カワイイデス）」が特徴であった。
2015年5月31日、「夏の魔物プレイベント」（新宿レッドノーズ）で初ライブ、同年7月29日「ニッポン饅頭」でCDデビュー。CDデビューを前に7月4日に「ニッポン饅頭」のミュージック・ビデオがYouTubeに公開されると、ハフィントン・ポストやフォーブスといった海外メディアにも取り上げられ、YouTube公開4ヵ月目で1000万再生を突破した。同時に、世界各国のYOUTUBE上でダンスをマネする所謂「踊ってみた」動画が流行。
2015年10月11日、米国・ニューヨークのライブハウスSOB'sにてワンマンライブを開催。
2015年11月29日、英国・ロンドンHYPER JAPANのメインゲストとして出演。
2015年12月5日、ドイツ・ケルンにてワンマンライブを開催。
2015年12月30日、新宿ReNYにてデスラビッツとのツーマンを開催。
2016年4月15日には国内初となるワンマンライブを新宿BLAZEで成功（動員800人即日完売）させるが、同時に「充電」を発表し活動停止。

### 第2期
2016年8月1日、レディビアード脱退と、金子理江と黒宮れいのダブルセンターによる2人組ユニットとして再始動し、キングレコードからのメジャーデビューが発表された。新アーティスト名は「The Idol Formerly Known As LADYBABY」（「かつてLADYBABYと呼ばれたアイドル」）。この名前はプリンスが一時期、名前を発音不可能なシンボルに改名した際、メディアが暫定的に「the Artist Formerly Known As Prince」（かつてプリンスと呼ばれたアーティスト）」と呼称した出来事に由来するオマージュである。
2017年11月17日、黒宮れいの脱退およびライブツアーの中止を発表。

### 第3期
2018年1月8日、LADYBABY主催の「金子理江 成人パーティー」が開催され、金子理江の口から「新メンバーオーディション」の開催が発表される。
同年2月25日、名前を「LADYBABY」に戻し、金子理江、モデルの池田菜々、オーディション合格者の有馬えみり、唐沢風花の4人体制で再始動。
5月にはオリジナルメンバーのレディビアードが一時復帰し、同月いっぱいまで5人体制となる。「ビリビリマネー feat.Ladybeard」ではミュージックビデオにも出演。
2020年1月13日に、東京・恵比寿LIQUIDROOMで開催されたワンマンライブ「Reburn」をもって活動休止。

### 第4期
2023年1月2日、LADYBABY、およびHEROINES公式アカウントが両者による新プロジェクト始動をツイート。1月8日、新グループオーディションを開催することを発表。LADYBABYプロデューサーのSMDとHEROINESプロデューサーのUyaがプロデュース、マネージメントはimaginate（HEROINES）が担当する。
11月20日、LADYBABY公式サイトで、第4期LADYBABYとして活動することが発表された。また、活動休止時のメンバーについては、第3期メンバーとして籍を残すことも併せて発表された。
12月1日、川崎クラブチッタにて開催されたヒロインズフェスにてお披露目。
2024年3月2日、椿さくらの脱退を発表、4人体制となる。
3月21日、渋谷Club Asiaにて4期体制初のワンマンライブ｢ONE MAN LIVE 『FIRST』｣をバンドセットで開催。
12月3日、4期体制デビュー1周年記念ワンマンライブ｢1st ANNIVERSARY LIVE 〖 Re∞BIRTH 〗｣をVeats Shibuyaにて開催。
翌2025年4月15日にLADYBABY始動10周年を記念したワンマンライブを開催することを発表した。
12月21日、芹沢レムの同日付での卒業を発表、3人体制となる。卒業公演の開催を模索する方針を示している。
2025年4月15日に神奈川・CLUB CITTA'で結成10周年記念ライブ「LADYBABY 10th Anniversary “ONCE AND FOR ALL” LADYBABY VS LADYBABY」を開催。第4期LADYBABYと、2020年に活動を休止し5年ぶりの集結となる金子理江、有馬えみり、池田菜々、唐沢風花の第3期LADYBABYの対バン形式でライブが行われ、フィナーレでは7人全員が集まってグループデビュー曲「ニッポン饅頭」を披露した。

## メンバー

### 第4期メンバー
| 名前                    | メンバーカラー | 備考 |
| ----------------------- | -------------- | --- |
| 神黎 ミア かんれい ミア | 白             | 元Season2（「レイ」） 2024年4月10日から同年8月31日まで、夜光性アミューズにサポートメンバーとして所属、活動を兼任。 |
| 來崎 せな くるさき せな | 緑             | 元コインロッカーズ（「手塚愛乃」）                                                                                 |
| 月街 えい つきまち えい | 紫             | アメイジング ミスiD2022（「瑛依」）                                                                                |

#### 旧メンバー
| 名前                    | メンバーカラー | 備考                                                                                |
| ----------------------- | -------------- | ----------------------------------------------------------------------------------- |
| 椿 さくら つばき さくら | 赤             | 元鵺（「朔蘭」）、EMPATHY（「さくら」） 2024年2月18日一時活動休止、2024年3月2日脱退 |
| 芹沢 レム せりざわ レム | 青             | 元Chick-flick（「愛好こばと」） 2024年12月18日卒業                                  |

### 第3期メンバー
上述の通り、活動休止の後、第4期メンバー体制現在も在籍の扱いである。
- 金子理江
  - オリジナルメンバー。一部の楽曲で振付や映像監督も担当。グラビアアイドルとしても活動。ミスiD2015グランプリ[32]。
- 池田菜々
  - 衣装デザイン、スタイリング担当。第1期、第2期の楽曲では黒宮の担当箇所を引き継ぐ。アパレルメーカー「FicKle Bebe」のディレクターや、モデルとしても活動。2023年にNARLOWのメンバーとなる。
- 有馬えみり
  - おもにデスボイスを担当。第1期の楽曲ではレディビアードの担当箇所を引き継ぐ。活動休止後、PassCodeに加入[33]。
- 唐沢風花
  - 第1期、第2期の楽曲では黒宮の担当箇所を引き継ぐ。2019年4月までアイドルグループ「われらがプワプワプーワプワ」兼任[34]。

### 第2期以前のメンバー
- レディビアード - オリジナルメンバー。2016年7月31日脱退、2018年5月に一時復帰[19]。
- 黒宮れい - オリジナルメンバー。2017年11月17日脱退[16]。ミスiD2015受賞者[32]。

サポートメンバー
- 水野しず - LADYBABYチャンネルの脚本や、楽曲の作詞を担当。ライブ等で水野が加わる場合「LADYBABY feat.水野しず」形態となる。ミスiD2015グランプリ[32]。
- マルクス（マル様） - 新メンバーオーディション[35]によって選ばれた小型犬。
- ミキティー本物（二丁ハロ） - 振付を担当。

## 作品
順位はオリコン週間ランキング最高位。

### ミュージックビデオ
| 曲名                                | 公開日         | 監督               | 備考   |
| ----------------------------------- | -------------- | ------------------ | ------ |
| ニッポン饅頭                        | 2015年7月4日   | 二宮ユーキ         | [ 3 ]  |
| アゲアゲマネー ～おちんぎん大作戦～ | 2015年12月12日 |                    |        |
| 蓮華チャンス！                      | 2016年3月14日  | BOZO&YGQ           |        |
| セシボン・キブン                    | 2016年3月14日  | 東佳苗             |        |
| 参拝！御朱印girl☆                   | 2017年11月9日  | 多田卓也           | [ 37 ] |
| Easter Bunny                        | 2017年3月3日   | 伊基公袁           | [ 38 ] |
| Pelo                                | 2017年3月22日  | 谷篤               |        |
| LADY BABY BLUE                      | 2017年4月12日  | 金子理江           | [ 39 ] |
| Pinky! Pinky!                       | 2017年9月8日   | ピンクじゃなくても | [ 40 ] |
| ホシノナイソラ                      | 2018年5月10日  | SMD                | [ 41 ] |
| ビリビリマネー feat.Ladybeard       | 2018年6月8日   | タカシバリュウイチ | [ 42 ] |
| bite me                             | 2018年9月18日  | 金子理江           | [ 43 ] |
| ダメダメ殿                          | 2018年10月10日 | こだかさり         | [ 44 ] |
| Riot Anthem                         | 2019年3月6日   | 金子理江           | [ 45 ] |
| 破天ニ雷鳴                          | 2019年4月19日  | こだかさり         |        |
| endless end Hello                   | 2019年12月1日  | こだかさり         | [ 46 ] |
| 禊island                            | 2020年1月13日  | こだかさり         |        |

## 出演

### テレビ
レギュラー
- アイドル魂なだれ坂ロック!（2016年3月16日 - 、BSジャパン）

単発
- めざましテレビ（2015年9月8日、フジテレビ）
- ダウンタウンDX（2015年11月26日放送 読売テレビ・日本テレビ系列）[47]
- AOMORI ROCK FESTIVAL’16 〜夏の魔物〜（2016年11月12日、BSスカパー!）
- アイドルお宝くじ（2016年12月2日、テレビ朝日）
- ライブB♪（2016年12月20日、TBSテレビ）

### ラジオ
レギュラー
- LADYBABY MUSIC O’CLOCK（2019年5月13日 - 2019年12月23日、Backstage Café）

単発
- 原田伸郎　のびのび金ようび（2016年11月25日、ラジオ関西）
- You gott@POWER（2016年11月28日、FM愛知）
- RADI-MOTT （2016年12月1日、エフエム青森）
- 椎名へきる みたいラジオ （2016年12月3、TOKYO FM）
- SOLD OUT （2016年12月4日、大分朝日放送）
- MAGIC （2016年12月21日、エフエム山形）
- tracks （2016年12月24日、エフエム仙台）
- カメレオンパーティー （2017年1月29日、FM NACK5）
- POSH！ （2017年2月10日、エフエム岩手）

### ウェブテレビ
- 矢口真里の火曜The NIGHT（2018年8月15日、2019年5月29日、11月20日、AbemaTV）

## 雑誌
- 週刊ヤングジャンプ（集英社、2016年12号）- 表紙[48]

## CM
- 「少年勇者团」（G0media）2016年6月[49]  ※使用楽曲「少年勇者団」はPVが製作されているが未音源化。